# Richard Murphy
Richard Murphy   (Haddon, 14 de novembre de 1931 - 8 d'agost de 2023), també conegut com a Dick Murphy, és un remer estatunidenc, ja retirat, que va competir durant la dècada de 1950.
El 1952 va prendre part en els Jocs Olímpics d'Estiu de Hèlsinki, on guanyà la medalla d'or en la prova del vuit amb timoner del programa de rem.
Després de la seva victòria olímpica es va graduar de l'Acadèmia Naval dels Estats Units, però poc després es retirà.